# جون تشانسلور
كان جون ويليام تشانسلور (John William Chancellor) (14 يوليو، 1927 – 12 يوليو، 1996) أمريكي صحفيا مشهورًا قضى معظم حياته الوظيفية في قناة إن بي سي (NBC) الإخبارية وعمل مذيعًا في نشرة الأخبار المسائية في إن بي سي من عام 1970 حتى 1982 واستمر في كتابة المقالات الافتتاحية والتعليقات لـنشرة الأخبار المسائية في إن بي سي مع توم بروكا حتى عام 1993.

## بداية حياته الوظيفية
حضر تشانسلور في جامعة إلينوي في الحرم الجامعي الموجود في نيفي بير (كمقدمة لدخول جامعة إلينوي في شيكاغو يو آي سي (UIC)) والذي خصص استمرار آخر سنتين من التعليم في جامعة إلينوي في أوربانا شامبين (Urbana-Champaign) في عام 1949 وكان في الأصل مراسلاً لجريدة شيكاغو سن-تايمز، وبدأ حياته الوظيفية في أخبار التلفزيون الوطني كمراسل لنشرة أخبار إن بي سي (NBC)، (Huntley-Brinkley Report).

## السنوات الأولى، إن بي سي/ صوت أمريكا

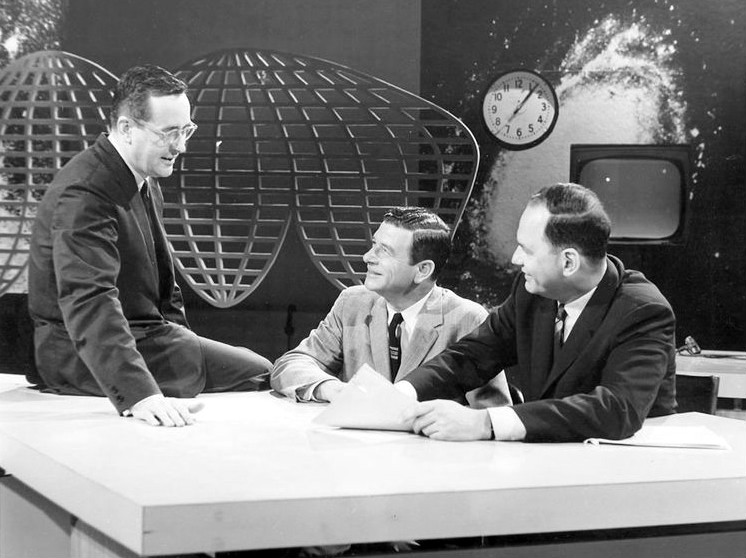
جون تشانسلور، فرانك بلير (Frank Blair) وإدوين نيومان (Edwin Newman) في The Today Show، 1961.

قام تشانسلور بتغطية قضايا لها ثقل وأهمية قومية عندما كان في The Huntley-Brinkley Report، مثل الحديث عن عملية الدمج عام 1957 الخاصة بـمدرسة ليتل روك سنترال الثانوية (Little Rock Central High School). قضى عددًا من السنوات كمراسل أجنبي في أوروبا، كما تولى بعض الوظائف في فيينا، ولندن، وموسكو، وبروكسل (مقرات حلف شمال الأطلنطي (NATO)).
وفي يوليو 1961، تم استبدال جون تشانسلور بـ ديف جارواي (Dave Garroway) مضيف برنامج اليوم (Today) في قناة إن بي سي، وقد شغل ذلك الدور لمدة أربعة عشر شهرًا. لم يستطع تشانسلور الشعور بالراحة مع الشخصية الهادئة الأليفة التي كان يجب أن يؤديها كمذيع لبرنامج اليوم (Today)، لذا فقد قام بطلب فسخ عقده في ذلك العرض في صيف 1962 وهو ما تم بالفعل، ترك البرنامج في سبتمبر، وتولى دورًا كمراسل سياسي في نشرة أخبار إن بي سي. كما كوَّن تشانسلور بصحبة كلٍ من فرانك ماكجي (Frank McGee)، وإدوين نيومان (Edwin Newman)، وساندر فانوكور (Sander Vancur) فريقًا قام بتغطية الاتفاقيات السياسية الوطنية في السيتينيات بشكلٍ مذهل، وكان يطلق مراقبو الصناعة عليهم لقب «الفرسان الأربعة».
وقد تم اعتقاله أثناء المؤتمر الوطني الجمهوري لعام 1964 بسبب رفضه تخليه عن موقعه من أجل "Goldwater Girls" مشجعات المرشح الرئاسي الجمهوري، باري جولدووتر (Barry Goldwater). وعندما جاء الأمن للقبض عليه، اضطر للتوقيع: «سيداتي وسادتي لقد وُعِدت بكفالة من خلال مكتبي. هذا أنا جون تشانسلور، مكان ما بداخل الحبس.» ثم أصبح بعد ذلك مخرجًا لبرنامج صوت أمريكا (Voice of America) في 1965، بناءً على طلب من الرئيس ليندون جونسون (Lyndon Johnson)، واستمر في هذا المنصب حتى 1967.

## مذيع،نشرة أخبار إن بي سي المسائية
ومع ذلك، فقد عاد إلى هيئة الإذاعة الوطنية (NBC) عام 1968 ككبير المراسلين في برنامج Huntley-Brinkley Report، وبعد عامين أصبح مذيعًا لـنشرة الأخبار المسائية في إن بي سي، وظل في هذا المنصب منذ عام 1970 وحتى 1982؛ وأصبح ذلك العمل هو النقطة الفارقة في حياته الوظيفية. افتتاح الاسم وضبط وتيرة النسق الخاص بـنشرة الأخبار المسائية، من 1970 وحتى 1971، وكان تشانسلور، بصحبة دايفيد برينكلي (David Brinkley)، وماكجي من بين ثلاثة مذيعين يتناوبون الإذاعة المشتركة ثنائية النسق، المعقودة من هنتلي برينلكي (Huntley-Brinkley). وقد رتبت إن بي سي ذلك التناوب عن طريق جعل ماكجي يذيع من مدينة نيويورك وبرينكلي يستمر في التقديم من منصته المعتادة في واشنطن. وإذا لم يقم ماكجي بالإذاعة في بثٍ ما، يقوم بالإذاعة تشانسلور من نيويورك؛ وإذا لم يذع برينكلي، يحل محله تشانسلور في واشنطن. ولم يكن لقنوات إن بي سي مذيعون منفصلون في نهاية الأسبوع في تلك الفترة، حيث بدأت بتعيين طاقم جديد لليلة الأحد منذ أغسطس 1970، وعلى هذا فإن ذلك النسق كان مستمرًا طوال سبعة أيام في الأسبوع.
ومع حدوث حالة نقص في الاستقرار بسبب ذلك الترتيب دُفعت إن بي سي لإمضاء عقد بوقت كامل مع تشانسلور (انتقل ماكجي لـذا توداي شو (The Today Show)) ومنذ 9 أغسطس 1971 وحتى 4 يونيو 1976، أصبح تشانسلور بمفرده هو المذيع المسائي طوال الأسبوع (تولى جاريك أوتلي (Garrick Utley) وآخرون مهام نهاية الأسبوع)، المتمركز في مقر إن بي سي في نيويورك، كما خفض برينكلي في تعليقاته المساهِمة المسجلة مسبقًا، وقام بتقديم النشرة الدورية ديفيد برينكلي (David Brinkley's Journal)،يذاع مرتين أو ثلاثة في الأسبوع من واشنطن. ولمواجهة الشعبية المستمرة لـلنشرات المسائية لقناة سي بي إس (CBS) الأعلى تقييمًا ومذيعها والتر كرونكايت (Walter Cronkite)، عادت نشرات أخبار إن بي سي المسائية لنسق الإذاعة الثنائية منذ 7 يونيو 1976 وحتى 9 أكتوبر 1979 بالإضافة إلى أن برينكلي عاد لاستئناف دوره القديم في منصة إن بي سي بـواشنطن؛ وقد دفعت النزاعات الداخلية داخل إدارة إن بي سي إلى فصل برينكلي من نشرات الأخبار المسائية، وتعيينه في التقارير الوثائقية العرضية حتى رحيله لشبكة إيه بي سي (ABC) في 1981.
وبالرغم من أن تشانسلور كان صحفيًا مفوهًا ومحترمًا وكاتبًا شهيرًا عن جدارة، إلا أن تقييم إذاعته تردى بسبب والتر كرونكايت في السبعينيات، عندما أصبحت نشرات أخبار سي بي إس المسائية هي الأكثر شعبية من بين برامج الأسبوع المسائية للشبكات الثلاث الموجودة. وقرب نهاية فترة تشانسلور، أصبحت إيه بي سي (ABC) ولأول مرة على الإطلاق في منافسة مع إن بي سي وسي بي إس بسبب الأخبار العالمية الليلة (World News Tonight).

### مفاهيم الولايات «الحمراء» و«الزرقاء»
لم يتمتع تشانسلور بالحس التمييزي لخلق فكرة استخدام الألوان لإظهار الولايات التي فاز بها المرشحون الرئاسيون في الانتخابات الرئاسية. لذا ففي الانتخابات الرئاسية لعام 1976 اقترح تشانسلور على مهندسي الشبكة أن يقوموا بصناعة خريطة إلكترونية ضخمة للولايات المتحدة ووضعها في الاستوديو الخاص في الليلة المخصصة للانتخابات بالشبكة. وفي حالة فوز جيمي كارتر (Jimmy Carter)، المرشح الديمقراطي في ولاية ما تضاء تلك الولاية باللون الأحمر؛ وإذا فاز جيرالد فورد (Gerald Ford) المرشح الجمهوري بولاية ما تضاء بدورها باللون الأرزق. وعندما بدأت شبكة إية بي سي في استخدام تقنية الألوان بعد أربعة أعوام، عكست استخدام الألوان حيث أن كلمتي «جمهوري» و«أحمر» في الإنجليزية تبدأن بحرف الـ"R"، وأصبح النسق المستخدم لديها بعد ذلك هو النسق القياسي لكل الشبكات.

## العمل التلفزيوني
- 1956 حتى 1970 تقرير هانتلي-برينكلي (Huntley Brinkley Report) (مراسل)
- 1961 حتى 1962 ذا توداي شو (The Today Show) (مذيع)
- 1970 حتى 1982 نشرات أخبار إن بي سي المسائية (مذيع)

## الوفاة
وعقب تقاعده، انتقل تشانسلور لـنيوجيرسي، حيث توفي بسبب سرطان في المعدة في 1996، قبل يومين من عيد ميلاده الـ69.

## السنوات الأخيرة، ما بعد-نشرات الأخبار المسائية
أذاع تشانسلور الأخبار المسائية في 2 أبريل 1982، عندما نجح عن طريق فريق مذيعين مشترك يتكون من توم بروكا وروجر ماد (Roger Mudd). وأصبح بروكا مذيعًا بمفرده بعد عام ونصف من ذلك الحدث. وظل تشانسلور في البرنامج، يعطي تعليقات افتتاحية قبل تقاعده من إن بي سي في 9 يوليو 1993.وقد عقبته في الوفاة زوجته الثانية السابقة باربرا أبشو. وكان لديه ابنتان وابن واحد.
كان تشانسلور راوي البيسبول، وهو تقرير وثائقي حائز على جائزة وقامت بصياغته كين بيرنز (Ken Burns). كما قام بتأليف كتاب، الخطر والوعد (Peril and Proimse)، والذي تم نشره في 1991.
أُنشئت جائزة جون تشانسلور للتفوق في الصحافة عام 1995 وأدارها مركز أننبرج للسياسات العامة حتى 2004. وتهدى تلك الجائزة الآن عن طريق كلية الدراسات العليا في الصحافة في جامعة كولومبيا.

## وصلات خارجية
- YouTube clip of Chancellor anchoring final five minutes of NBC Nightly News, July 4, 1972 على يوتيوب
- Oral History Interview with John Chancellor, from the Lyndon Baines Johnson Library
- جون تشانسلور على موقع فايند أغريف
- FBI file on John Chancellor